# Синтетички дијамант
Синтетички дијамант или лабораторијски узгојени дијамант (LGD), такође називан лабораторијски произведен, вештачки, ручно створен, култивисан или синтетички дијамант, јесте дијамант који се добија у контролисаном технолошком процесу: за разлику од природног дијаманта, који настаје геолошким процесима и добија се рударењем. За разлику од дијамантских симуланата (имитација дијаманта направљених од материјала који му само површински личе), синтетички дијаманти се састоје од истог материјала као природни дијаманти, чистог угљеника кристализованог у изотропној тродимензионалној структури, и имају идентична хемијска и физичка својства. До 2023. године, најтежи синтетички дијамант икада направљен тежио је 30,18 карата (6,0 g), док најтежи природни дијамант икада пронађен тежи 3167 карата (633,4 g).
Бројни покушаји синтезе дијаманта пријављени су између 1879. и 1928. године, након што је енглески хемичар Смитсон Тенант 1797. године доказао да су дијаманти облик угљеника. Већина тих покушаја је пажљиво анализирана, али ниједан није потврђен. Четрдесетих година XX века започета су систематска истраживања производње дијаманата у Сједињеним Америчким Државама, Шведској и Совјетском Савезу, што је довело до прве поновљиве синтезе 1953. године. Даља истраживања довела су до открића метода производње дијаманата високом температуром и високим притиском (HPHT) и хемијским таложењем из паре (CVD). Ова два процеса и даље доминирају производњом синтетичких дијаманата. Трећи метод, у коме се нанометарске честице дијаманта стварају детонацијом експлозива који садрже угљеник, познат као детонациона синтеза, појавио се на тржишту крајем деведесетих година XX века. Четврти метод, који подразумева третирање графита ултразвуком велике снаге, демонстриран је у лабораторији, али до 2008. године није имао комерцијалну примену.
Својства синтетичких дијаманата зависе од производног процеса. Неки имају особине као што су тврдоћа, термална проводљивост и покретљивост електрона, које су супериорније у односу на већину природних дијаманата. Синтетички дијаманти се широко користе у абразивима, алатима за сечење и полирање, као и у топлотним проводницима. Развијају се и електронске примене синтетичког дијаманта, укључујући високонапонске прекидаче у електранама, високофреквентне транзисторе са ефектом поља и светлеће диоде. Детектори синтетичког дијаманта за ултраљубичасто (UV) зрачење и честице високе енергије користе се у истраживачким центрима за високе енергије и доступни су на тржишту. Због јединствене комбинације термалне и хемијске стабилности, ниског коефицијента термалног ширења и високе оптичке транспарентности у широком спектралном опсегу, синтетички дијамант постаје најпопуларнији материјал за оптичке прозоре у снажним CO2 ласерима и гиротропима. Процењује се да 98% потражње за индустријским дијамантима покривају синтетички дијаманти.
И CVD и HPHT дијаманти могу се брусити у драго камење, а могу бити произведени у разним бојама: бистро белој, жутој, браон, плавој, зеленој и наранџастој. Појава синтетичких драгих каменова на тржишту изазвала је велике забринутости у пословању са дијамантима, због чега су развијени посебни спектроскопски уређаји и технике за разликовање синтетичких од природних дијаманата.

## Историја
У раним фазама синтезе дијаманта значајну улогу одиграо је Антоан Лавоазије, оснивач савремене хемије. Његово револуционарно откриће да је кристална решетка дијаманта слична кристалној структури угљеника отворило је пут првим покушајима производње дијаманата. Након што је 1797. године утврђено да је дијамант чист угљеник, уследили су бројни покушаји да се различити јефтини облици угљеника претворе у дијамант. Први успешни експерименти приписују се Џејмсу Балантајну Ханеју 1879. и Фердинанду Фредерику Анрију Моасану 1893. године. Њихов метод се заснивао на загревању угља до 3.500 °C уз присуство гвожђа у угљеничном тиглу у пећи. Док је Ханеј користио цев загревану пламеном, Моасан је применио своју новоразвијену електролучну пећ, у којој је електрични лук формиран између угљеничних шипки смештених у блокове креча. Растопљено гвожђе затим је нагло хлађено урањањем у воду, при чему је дошло до контракције која је, како се сматрало, стварала довољно висок притисак да претвори графит у дијамант. Моасан је своје резултате објавио у низу чланака током деведесетих година XIX века.
Многи научници су покушали да понове његове експерименте. Сер Вилијам Крукс је 1909. тврдио да је успео, док је Ото Руф 1917. године изјавио да је произвео дијаманте пречника до 7 mm, али је касније повукао своју тврдњу. Године 1926, др Џ. Вилард Херши са Макферсон колеџа поновио је експерименте Моасана и Руфа и тврдио да је произвео синтетички дијамант. Упркос тим наводима, други истраживачи нису успели да репродукују њихову синтезу.
Најпоузданије покушаје поновне израде спровео је сер Чарлс Алџернон Парсонс, истакнути научник и инжењер познат по изуму парне турбине. Он је током 40 година (1882–1922) уложио значајан део свог богатства у покушаје да понови експерименте Моасана и Ханеја, али је такође развио и сопствене методе. Парсонс је био познат по прецизном приступу и систематском вођењу записа; све његове узорке сачувао је за накнадну анализу независних стручњака. Написао је више чланака; неке од најранијих о HPHT дијамантима – у којима је тврдио да је произвео мале дијаманте. Међутим, 1928. године је овластио др Ч. Х. Деша да објави чланак у којем је изнео став да до тог тренутка није произведен ниједан синтетички дијамант, укључујући и оне за које су тврдили Моасан и други. Он је сугерисао да су већина до тада произведених „дијаманата” вероватно били синтетички шпинели.

### ASEA
Прва позната, али у почетку непријављена, синтеза дијаманта постигнута је 16. фебруара 1953. године у Стокхолму од стране ASEA (швед. Allmänna Svenska Elektriska Aktiebolaget), шведске водеће компаније за производњу електричне опреме. Почев од 1942. године, ASEA је ангажовала тим од пет научника и инжењера у оквиру строго поверљивог пројекта синтезе дијаманата под шифрованим називом QUINTUS. Тим је користио гломазан уређај у облику подељене сфере, који су дизајнирали Балцар фон Платен и Андерс Кемпе.
Притисак унутар уређаја одржаван је на процењених 8,4 GPa (1.220.000 psi) и температури од 2.400 °C (4.350 °F) током једног сата. Произведено је неколико малих дијаманата, али нису били драгуљског квалитета или величине.
Због питања у вези са патентним поступком и разумног уверења да нигде у свету не постоји друга озбиљна истраживања синтезе дијаманата, управни одбор ASEA одлучио је да се одрекне публицитета и подношења патентних пријава. Тако је објављивање резултата ASEA уследило недуго након конференције за штампу компаније Џенерал електрик 15. фебруара 1955. године.

### Пројекат синтезе дијаманта Џенерал електрика
Године 1941. постигнут је договор између компанија Џенерал електрик, Нортон и Карборундум о даљем развоју синтезе дијаманата. Успели су да загреју угљеник на око 3.000 °C под притиском од 3,5 гигапаскала (510.000 psi) у трајању од неколико секунди. Убрзо након тога, Други светски рат прекинуо је пројекат. Он је настављен 1951. године у лабораторијама компаније Џенерал електрик у Шенектадију, где је формирана група за истраживање високог притиска, коју су чинили Френсис П. Банди и Х. М. Стронг. Касније су се пројекту придружили Трејси Хол и други.
Група из Шенектадија унапредила је наковње које је првобитно дизајнирао Перси Бриџмен, добитник Нобелове награде за физику 1946. године. Банди и Стронг су први унапредили његов дизајн, а затим га је додатно побољшао Хол. Тим компаније Џенерал електрик користио је наковње од волфрам карбида унутар хидрауличне пресе како би стиснуо узорак угљеника смештен у катлинитни контејнер, при чему је завршни абразивни материјал био истиснут у заптивку. Тим је једном забележио синтезу дијаманта, али експеримент није могао бити поновљен због неизвесних услова синтезе, а касније је утврђено да је дијамант био природан и да је коришћен као семе.
Хол је 16. децембра 1954. године постигао прву комерцијално успешну синтезу дијаманта, а резултати су објављени 15. фебруара 1955. године. Његов пробој догодио се када је користио пресу са ојачаним челичним тораидним „појасом“ затегнутим до еластичне границе око узорка, чиме је створио притисак већи од 10 GPa (1.500.000 psi) и температуру изнад 2.000 °C. Преса је користила контејнер од пирофилита у коме се графит растварао у растопљеном никлу, кобалту или гвожђу. Ови метали деловали су као „растварач-катализатор“, који је и растварао угљеник и убрзавао његову конверзију у дијамант. Највећи дијамант који је произведен имао је пречник од 0,15 mm; био је премали и визуелно несавршен за накит, али је био употребљив за индустријске абразиве.
Холове колеге су успеле да понове његов рад, а откриће је објављено у водећем научном часопису Nature. Он је био прва особа која је узгајала синтетички дијамант кроз репродуктиван, проверљив и добро документован процес. Напустио је компанију Џенерал електрик 1955. године, а три године касније развио је нови уређај за синтезу дијаманта – тетраедарну пресу са четири наковња – како би избегао кршење налога америчког Министарства трговине о тајности у вези са патентним пријавама компаније Џенерал електрик.

### Даљи развој
Синтетички дијамантски кристали драгуљског квалитета први пут су произведени 1970. године у компанији Џенерал електрик, а резултати су објављени 1971. године. Први успешни експерименти коришћени су са цевима од пирофилита, које су на оба краја садржале танке комаде дијаманата као семена. У центру је био смештен графитни материјал, док се метални растварач (никл) налазио између графита и семена. Контејнер је загреван, а притисак је подизан на око 5,5 GPa (800.000 psi). Кристали су расли кретањем од центра ка крајевима цеви, а продужавање трајања процеса омогућавало је добијање већих кристала. У почетку, једнонедељни процес раста производио је дијаманте драгуљског квалитета пречника око 5 mm (1 карат или 0,2 г), а услови процеса морали су бити што је могуће стабилнији. Ускоро је графитни материјал замењен дијамантским прахом, што је омогућило бољу контролу облика завршног кристала.
Први драгуљски дијаманти увек су били жуте до смеђе боје због контаминације азотом. Инклузије су биле честе, посебно „плочасте“ инклузије од никла. Потпуним уклањањем азота из процеса додавањем алуминијума или титанијума добијени су безбојни „бели“ дијаманти, док је додавањем бора, уз уклањање азота, добијена плава боја. Међутим, уклањање азота успоравало је процес раста и смањивало квалитет кристалне структуре, па се процес обично изводио у присуству азота.
Иако су дијаманти произведени у Џенерал електрику били хемијски идентични природним дијамантима, њихова физичка својства су се разликовала. Безбојни дијаманти су показивали јаку флуоресценцију и фосфоресценцију под ултраљубичастим светлом кратке таласне дужине, али су били инертни под дугим УВ зрацима. Код природних дијаманата, само ређи плави драгуљи имају ова својства. За разлику од природних дијаманата, сви дијаманти Џенерал електрикса су под рендгенским зрацима испољавали снажну жуту флуоресценцију.
Лабораторија за истраживање дијаманата компаније De Beers произвела је дијаманте тежине до 25 карата (5,0 г) у сврху истраживања. Да би се узгајали дијаманти овог квалитета и величине, стабилни HPHT (High Pressure High Temperature – високи притисак, висока температура) услови одржавани су током шест недеља. Из економских разлога, раст већине синтетичких дијаманата зауставља се када достигну масу од 1 до 1,5 карата (200–300 мг).
Педесетих година XX века започета су истраживања у Совјетском Савезу и САД о расту дијаманата пиролизом угљоводоничних гасова на релативно ниској температури од 800 °C. Овај процес ниског притиска познат је као хемијска депозиција из паре (CVD – Chemical Vapor Deposition). Вилијам Г. Евeрсол је наводно постигао таложење дијаманта на дијамантску подлогу 1953. године, али је резултат објављен тек 1962. године. Депозицију дијамантског филма независно су поновили Ангус и сарадници 1968. године, као и Дерјагин и Федосејев 1970. године. Док су Евeрсол и Ангус користили велике, скупоцене монокристалне дијаманте као подлоге, Дерјагин и Федосејев су успели да добију дијамантске филмове на не-дијамантским материјалима (попут силицијума и метала), што је довело до великог броја истраживања јефтиних дијамантских премаза током осамдесетих година XX века.
Од 2013. године, појавили су се извештаји о порасту присуства неоткривених синтетичких мелее дијаманата (малих округлих дијаманата који се обично користе за уоквиравање централног дијаманта или украшавање прстенова) у накиту и трговини дијамантима. Због релативно ниске цене мелее дијаманата, као и недовољног знања о ефикасним методама идентификације великих количина мелее дијаманата, неки трговци нису предузели кораке да их тестирају и исправно идентификују њихово природно или синтетичко порекло. Међутим, међународне лабораторије сада све више улажу напоре у решавање овог проблема, а значајан напредак је постигнут у идентификацији синтетичких мелее дијаманата.

## Технологије производње
Постоји неколико метода за производњу синтетичких дијаманата. Првобитни метод користи високи притисак и високу температуру (HPHT) и још увек је широко распрострањен због релативно ниских трошкова. Овај процес укључује велике пресе, које могу тежити стотине тона, како би се постигао притисак од 5 GPa (730.000 psi) на температури од 1.500 °C. Други метод, хемијска депозиција из паре (CVD), ствара угљеничну плазму изнад подлоге на коју се таложе атоми угљеника, формирајући дијамант. Остали методи укључују експлозивну формацију (формирање детонационих нано-дијаманата) и соникацију графитних раствора.

## Својства
Традиционално, одсуство кристалних мана се сматра најважнијим квалитетом дијаманта. Чистоћа и висока кристална савршеност чине дијаманте провидним и јасним, док његова тврдоћа, оптичка дисперзија и хемијска стабилност чине га популарним драгим каменом. Висока топлотна проводљивост је такође важна за техничке примене. Док је висока оптичка дисперзија унутрашње својство свих дијаманата, њихова друга својства варирају у зависности од начина на који је дијамант створен.

### Кристалност
Дијамант може бити један, континуиран кристал или се може састојати од многих мањих кристала и тада је реч о полукристалном дијаманту. Велики, јасни и провидни монокристални дијаманти обично се користе као драго камење. Поликристални дијамант (PCD) се састоји од бројних малих зрна, која су лако видљива голим оком кроз јако апсорпцију и расипање светлости и он није погодан за драгуље и користи се за индустријске примене као што су рударски и алати за сечење. Поликристални дијамант се често описује просечном величином (или величином зрна) кристала који га чине. Величине зрна варирају од нанометара до стотина микрометара, обично се називају нанокристални и микрокристални дијамант.

### Тврдоћа
Тврдоћа дијаманта износи 10 на Мосовој скали тврдоће минерала, што га чини најтврђим познатим материјалом на овој скали. Дијамант је такође најтврђи познати природни материјал по отпорности на увлачење. Тврдоћа синтетичког дијаманта зависи од његове чистоће, кристалне савршености и оријентације: тврдоћа је већа за беспрекорне, чисте кристале оријентисане према правцу (дуж најдуже дијагонале кубне решетке дијаманта). Нанокристални дијамант произведен методом CVD раста дијаманата може имати тврдоћу која се креће од 30% до 75% тврдоће монокристалног дијаманта, а тврдоћа се може контролисати за одређене примене. Неки синтетички монокристални дијаманти и HPHT нанокристални дијаманти су тврђи од било ког познатог природног дијаманта.

### Примесе и инклузије
Сваки дијамант садржи атоме који нису угљеник у концентрацијама које могу бити детектоване аналитичким техникама. Ти атоми могу се агрегирати у макроскопске фазе назване инклузије. Примесе се углавном избегавају, али могу се намерно уносити као начин контроле одређених својстава дијаманта. Процеси раста синтетичког дијаманта, коришћењем растварача-катализатора, обично доводе до формирања бројних сложених центара повезаних са примесама, укључујући атоме прелазних метала (као што су никл, кобалт или гвожђе), који утичу на електронска својства материјала.
На пример, чисти дијамант је електрични изолатор, али дијамант са додатим боровим примесама је електрични проводник (а у неким случајевима и суперпроводник), што омогућава његову употребу у електронским применама. Примесе азота ометају кретање дислокација у решетки (недостаци унутар кристалне структуре) и стављају решетку под притисак, чиме повећавају тврдоћу и жилавост.

### Топлотна проводљивост
Топлотна проводљивост CVD дијаманта варира од десетина W/m2K до више од 2000 W/m2K, у зависности од дефеката, структура граница зрна. Како раст дијаманта у CVD процесу напредује, зрна расту са дебљином филма, што доводи до градијента топлотне проводљивости дуж правца дебљине филма.
За разлику од већине електричних изолатора, чисти дијамант је одличан проводник топлоте захваљујући јакој ковалентној вези унутар кристала. Топлотна проводљивост чистог дијаманта је највећа од свих познатих чврстих материјала. Монокристали синтетичког дијаманта обогаћени изотопски чистим угљеником 12C (99,9%) имају највишу топлотну проводљивост од свих материјала, 30 W/cm·K на собној температури, што је 7,5 пута више од проводљивости бакра. Топлотна проводљивост природног дијаманта је смањена за 1,1% због присуства изотопа 13C који делује као нехомогеност у решетки.
Топлотна проводљивост дијаманта се користи од стране златара и гемолога који могу користити електронску термалну сонду за раздвајање дијаманата од њихових имитација. Ове сонде се састоје од пара термистора на батеријски погон, монтираних у фини бакарни врх. Један термистор функционише као уређај за грејање, док други мери температуру бакарног врха: ако је тестирани камен дијамант, он ће проводити топлотну енергију врха довољно брзо да изазове мерљив пад температуре. Овај тест траје око 2–3 секунде.

## Индустријске примене

### Машински и алати за сечење
Већина индустријских примена синтетичког дијаманта  је повезана са његовом тврдоћом јер ова особина чини дијамант идеалним материјалом за машинске и алате за сечење. Као најтврђи познати природни материјал, дијамант се може користити за полирање, сечење или хабање било ког материјала, укључујући и друге дијаманте. Уобичајене индустријске примене ове способности укључују бушилице и тестере са дијамантским врхом, као и употребу дијамантског праха као абразива. Ово су највеће индустријске примене синтетичког дијаманта. Иако се и природни дијаманти користе у ове сврхе, синтетички дијаманти добијени методом HPHT су популарнији, углавном због боље репродуктивности њихових механичких својстава. Дијамант није погодан за обраду феро легура при великим брзинама, јер се угљеник раствара у гвожђу при високим температурама које настају током такве обраде, што доводи до значајно повећаног хабања дијамантских алата у поређењу са алтернативама.
Уобичајени облик дијаманта у алатима за сечење су зрна величине микрона распршена у металној матрици (обично од кобалта), синтерованој на алат. У индустрији се то обично назива поликристални дијамант (PCD). PCD алати се могу наћи у рударским и применама за сечење. Последњих година, спроведена су истраживања ради премазивања металних алата са CVD дијамантом. Иако ова истраживања обећавају, нису значајно заменили традиционалне PCD алате.

### Топлотни проводник
Већина материјала са високом топлотном проводљивошћу су такође електрично проводљиви, попут метала. Насупрот томе, чист синтетички дијамант има високу топлотну проводљивост, али занемарљиву електричну проводљивост. Ова комбинација је драгоцена за електронику, где се дијамант користи као дисипатор топлоте за ласерске диоде велике снаге, ласерске низове и транзисторе велике снаге. Ефикасно расипање топлоте продужава животни век ових уређаја, а високи трошкови њихове замене оправдавају употребу ефикасних, иако релативно скупих, дијамантских топлотних проводника. У полупроводничкој технологији, синтетички дијамантски дисипатори топлоте спречавају прегревање силицијума и других полупроводничких уређаја.